# Heimlich-manøvren
Heimlich-manøvren er en teknik, der bruges til at undgå kvælning på grund af fremmedlegemer i luftvejene. Den er opfundet af Henry Judah Heimlich.

## Abdominal stød - Udførelse af Heimlich-manøvren
For at udføre abdominal stød eller Heimlich-manøvren skal man tage fat om den tilskadekomne bagfra og placere en knyttet hånd med tommelfingeren indad mellem navle og nederste del af brystbenet. Grib om den knyttede hånd med den anden hånd, og giv 5 hårde tryk indad og opad mod mellemgulvet med 2-4 sekunders mellemrum, så der er tryk på bunden af membranen. Det komprimerer lungerne og udøver tryk på ethvert fremmedlegeme i luftrøret, som så forhåbentlig udvises. Efter at have brugt Heimlich-manøvren skal munden kontrolleres for at se, om man kan fjerne fremmedlegemet.
De fleste moderne protokoller, herunder fra den amerikanske hjertesammenslutning, Det Amerikanske Røde Kors, anbefaler flere trin for luftvejshindringer, der er designet til at anvende mere og mere pres – og abdominal stød som en sidste udvej.

### Man skal anvende Heimlich-manøvren, hvis
- Personen ikke kan tale eller hoste
- Personens hoste er mere som et gisp, og vedkommende bliver blå
- Personen er rød eller blå i ansigtet.

### Man skal ikke anvende Heimlich-manøvren, hvis
- Personen kan tale eller hoste
  - og har normal hudfarve.